# Jauca (Jayuya)
Jauca es un barrio ubicado en el municipio de Jayuya en el estado libre asociado de Puerto Rico. En el Censo de 2010 tenía una población de 116 habitantes y una densidad poblacional de 12,07 personas por km².

## Geografía
Jauca se encuentra ubicado en las coordenadas 18°10′11″N 66°37′39″O / 18.16972, -66.62750. Según la Oficina del Censo de los Estados Unidos, Jauca tiene una superficie total de 9.61 km², que corresponden a tierra firme.

## Demografía
Según el censo de 2010, había 116 personas residiendo en Jauca. La densidad de población era de 12,07 hab./km². De los 116 habitantes, Jauca estaba compuesto por el 98.28% blancos y el 1.72% eran de otras razas. Del total de la población el 100% eran hispanos o latinos de cualquier raza.